# Újkökényes
Újkökényes (korábban Kükecs, Kicsevölgye, Kusecvölgye , szlovénül: Kukeč, vend neve Kükeč vagy Kükečko) falu Szlovéniában, a Muravidéken, Péterhegy községhez tartozik.

## Fekvése
Muraszombattól 18 km-re északra, Péterhegytől 6 km-re délre,  a Vendvidéki-dombság a Goričko területén a Bokrácsi-patak (Bokrački-potok) partján fekszik.

## Története
Első valószínű írásos említése 1395-ben történt "Eyczevölgye" néven ez azonban még nem bizonyos. Minden kétséget kizáróan 1403-ban említik először "Kuchetzvelg" néven.
1414-ben "Kychevelgh", 1419-ben "Kyceuelgh", 1457-ben "Kyczewelge", 1462-ben és 1465-ben "Kiczewelge, Chiczewelgye", 1472-ben "Kychaczdolia" néven szerepel a korabeli oklevelekben. Az ivanóci Gálfi és a Nádasdi (Darabos) család birtoka volt.
1407-től az Elöljáró család is birtokosa. Zsigmond király ugyanis a vasvári káptalannak ebben az évben meghagyta, hogy Gallus de Elewyaro-t, a Vas vármegyei Nádasd, Maczfalva, Németfalu, Almás, Halogy, Csepencz, Markócz, Ivanócz, Endre, Kucseczvölgye és Petenincz azaz Petáncz birtokok harmadrészébe iktassa be, ami 1407 február havában ellentmondás nélkül meg is történt.
A 17. századtól a falura már csak a Kükecs alakot használták.
Később a Szapáry és Inkey családok és mások a birtokosai.
Vályi András szerint " KÜKECS. Tót falu Vas Várm. földes Ura G. Szapáry, Inkey, és több Uraságok; lakosai katolikusok, fekszik Kantsóczhoz nem meszsze, mellynek filiája, egyéb javai vannak, de földgye selejtes. " 
Fényes Elek szerint " Kükecs, vindus falu, Vas vmegyében, ut. p. Radkersburg: 175 evang., 38 kath. lak. Határa felette köves sovány; de híres nemes bort terem. Közbirtokosoké."
Vas vármegye monográfiája szerint "Kökényes, 61 házzal és 324 r. kath. és ág. ev. vend lakossal. Postája Tót-Keresztúr, távírója Csákány."
A 19. században változtatták nevét Kökényesre, majd Újkökényes lett a neve. 1898-ban lakóinak száma még 128 fő volt, amelynek nagy része evangélikus vallásfelekezethez tartozott. 1910-ben 292, túlnyomórészt szlovén lakosa volt.
1919-ig Vas vármegye Muraszombati járásának része volt. 1919-ben a Vendvidéki Köztársaság egyik legkisebb településének számított, majd a Szerb–Horvát–Szlovén Királysághoz csatolták (1929-től Jugoszlávia). 1941-től 1945-ig ismét Magyarországhoz tartozott. 1991 óta Szlovénia része.
Egyházilag a felsőszentbenedeki plébánia része. Lakóinak száma legutóbb hatvanhárom fő volt. A terület nem eléggé termékeny, viszont nagyon alkalmasnak bizonyul ma is jóféle bor termelésére.